# ס
La sámej o sámaj (ס, pronunciado /s/) es la 15.ª letra del alfabeto hebreo. Equivale a la letra fenicia semk (𐤎).

## Escritura
La letra hebrea sámej desarrolla una forma cursiva cerrada en el período asmoneo medio (siglo I a. C.). Esta se convierte en la forma estándar en las primeras manos herodianas.
| Variantes ortográficas      | Variantes ortográficas      | Variantes ortográficas      | Variantes ortográficas | Variantes ortográficas |
| Varias fuentes de impresión | Varias fuentes de impresión | Varias fuentes de impresión | Cursivo                | Rashi                  |
| Serifa                      | Sans-serif                  | monoespaciado               | Cursivo                | Rashi                  |
| --------------------------- | --------------------------- | --------------------------- | ---------------------- | ---------------------- |
| ס                           | ס                           | ס                           |                        |                        |

## Leyenda talmúdica
En la leyenda talmúdica, se dice que la sámej refleja un milagro de los Diez Mandamientos. Éxodo 32:15 registra que las tablas "estaban escritas por ambos lados". El Talmud de Jerusalén interpreta que esto significa que la inscripción atravesó todo el espesor de las tablillas. La piedra en las partes centrales de las letras ayin y teth debería haberse caído, ya que estas letras están cerradas en la escritura ktav ivri y no estarían conectadas al resto de la tablilla, pero milagrosamente permanecieron en su lugar. El Talmud de Babilonia (tratado Shabat 104a) también cita la opinión de que estas letras cerradas incluían samej, atribuido a Rav Jisda (c. 320).

## Codificación digital
| Carácter      | ס                    | ס                    |
| ------------- | -------------------- | -------------------- |
| Unicode       | HEBREW LETTER SAMEKH | HEBREW LETTER SAMEKH |
| Codificación  | decimal              | hex                  |
| Unicode       | 1505                 | U+05E1               |
| UTF-8         | 215 161              | D7 A1                |
| Ref. numérica | &#1505;              | &#x5E1;              |